# Park Towers I
Park Towers I est un gratte-ciel résidentiel (condominium) construit en 1991 à Sandy Springs dans la banlieue d'Atlanta.